# Литературное содружество
«Литературное содружество» — общество русских литераторов-эмигрантов в Варшаве, созданное в 1929 году. Позднее называлось «Литературная секция союза русских писателей и журналистов». Действовало шесть лет, последнее собрание состоялось весной 1935 года.

## Деятельность Содружества

Дмитрий Философов. 1930-е годы.

В межвоенной Польше действовали два литературных центра, — в Варшаве и Вильно, где организовался ряд обществ и групп, ведших достаточно активную творческую деятельность. Среди русских литературных обществ не последнее место занимало «Литературное содружество», возглавляемое известным религиозно-общественным и политическим деятелем Дмитрием Философовым.
Членами общества являлись Сергей Войцеховский, Георгий Соргонин, Александр Хирьяков, Лев Гомолицкий, Пётр Прозоров, Владимир Бранд, Всеволод Байкин, Евгения Вебер, Сергей Нальянч и др. Собирались в редакции газеты «За свободу!», учреждённой Борисом Савинковым.
В течение 1931—1932 гг. члены Содружества выступали с лекциями на историко-культурные и литературные темы, с чтением своих произведений. Участвовали в мероприятиях и знаменитости, — Константин Бальмонт, Игорь Северянин, польские литераторы — Юлиан Тувим, Юзеф Чапский, Влодзимеж Слободник, Рафал Блют.
.